# Look Not Upon the Wine
Look Not Upon the Wine è un cortometraggio muto del 1913 diretto da Dell Henderson.

## Produzione
Il film fu prodotto dalla Biograph Company.

## Distribuzione
Distribuito dalla General Film Company, il film - un cortometraggio di 159 metri - uscì nelle sale cinematografiche USA il 3 marzo 1913. Nelle proiezioni, veniva programmato con il sistema dello split reel, accorpato in un'unica bobina con un altro cortometraggio prodotto dalla Biograph, la commedia A Queer Elopement.
Non si conoscono copie ancora esistenti della pellicola che viene considerata presumibilmente perduta.